# Aeroportul Svolvær
Aeroportul Svolvær (IATA: SVJ, ICAO: ENSH) este un aeroport din Vågan, Nordland, Norvegia ce deservește zona Svolvær. Aeroportul a fost tranzitat în 2022 de 89.927 de pasageri. A fost deschis în 1972 și numit după zona deservită.
Situat la o altitudine de 9 m, aeroportul dispune de 1 pistă. Este operat de Avinor⁠(d).

## Infrastructură

### Piste
Aeroportul dispune de o singură pistă. Pista 01/19 are suprafața de asfalt și dimensiunile 949 m × 30 m. 